# Macrobiotus yunshanensis
Espèce
Macrobiotus yunshanensis est une espèce de tardigrades de la famille des Macrobiotidae.

## Distribution
Cette espèce est endémique du Yunnan en Chine.

## Étymologie
Son nom d'espèce, composé de yunshan et du suffixe latin -ensis, « qui vit dans, qui habite », lui a été donné en référence au lieu de sa découverte, Yunshan.

## Publication originale
- Yang, 2002 : The tardigrades from some mosses of Lijiang County in Yunnan Province (Heterotardigrada: Echiniscidae; Eutardigrada: Parachela: Macrobiotidae, Hypsibiidae). Acta Zootaxonomica Sinica, vol. 27, no 1, p. 53-64.